# Vágszentkereszt
Vágszentkereszt (szlovákul Kríž nad Váhom) Vágmosóc község településrésze, egykor önálló falu Szlovákiában, a Trencséni kerületben, a Vágújhelyi járásban.

## Fekvése
Vágújhelytől 6 km-re délre, a Vág jobb partján fekszik.

## Története
A trianoni békeszerződésig Nyitra vármegye Vágújhelyi járásához tartozott. Somszeget, Vágmosócot és Vágszentkeresztet 1960-ban egyesítették.

## Népessége
1910-ben 355, túlnyomórészt szlovák lakosa volt.
2001-ben Vágmosóc 1214 lakosából 1193 szlovák volt.

## Neves személyek
- Itt született Rudnay Sándor hercegprímás.